# Хартвелл, Леланд
Леланд Харрисон (Ли) Хартвелл (англ. Leland Harrison (Lee) Hartwell; род. 30 октября 1939, Лос-Анджелес, Калифорния) — американский учёный, президент и директор Онкологического исследовательского центра Фреда Хатчинсона (Сиэтл). Награждён Нобелевской премией по физиологии или медицине 2001 года за открытие генов, участвующих в регуляции клеточного цикла, и вклад в его исследование.
Член Национальной академии наук США (1987).

## Биография
Хартвелл окончил Калифорнийский технологический институт в 1961 году. Сначала он выбрал физику, но вскоре оказался настолько восхищён открытием структуры ДНК, что занялся биологией. Получил степень доктора философии в Массачусетском технологическом институте. В 1965—1968 годах работал в Калифорнийском университете, после чего переехал в Вашингтонский университет.
В 1970 и 1971 годах в ходе экспериментов на дрожжах (Saccharomyces cerevisiae) Хартвелл открыл гены дрожжей, отвечающие за цикл клеточного деления. Мутации в аналогичных генах у человека могут вызывать онкологические заболевания

. В 1987 Хартвелл стал членом Национальной академии наук. В 1996 году он перешёл в Онкологический исследовательский центр Фреда Хатчинсона, а уже в следующем году стал его президентом и директором до тех пор, пока не вышел в отставку в 2010 году. В 1998 году получил премию Альберта Ласкера за фундаментальные медицинские исследования.
В 2001 году Леланд Хартвелл вместе с Тимоти Хантом и Полом Нерсом получил Нобелевскую премии в области медицины или физиологии за «открытие ключевых регуляторов клеточного цикла».

## Награды
- 1991 — Премия Альфреда Слоуна[англ.]
- 1992 — Международная премия Гайрднера
- 1994 — Медаль Общества генетики Америки[англ.]
- 1995 — Премия Диксона
- 1995 — Премия Луизы Гросс Хорвиц
- 1995 — Keith R. Porter Lecture[англ.]
- 1998 — Премия Альберта Ласкера за фундаментальные медицинские исследования
- 1998 — Komen Brinker Award for Scientific Distinction[англ.]
- 2000 — Премия Мэссри
- 2001 — Нобелевская премия по физиологии или медицине
- 2003 — Washington Medal of Merit[англ.]

## Общественная деятельность
В 2016 году подписал письмо с призывом к Greenpeace, Организации Объединенных Наций и правительствам всего мира прекратить борьбу с генетически модифицированными организмами (ГМО).